# René Vignal
René Vignal (Béziers, 12 agosto 1926 – Quint-Fonsegrives, 21 novembre 2016) è stato un calciatore francese, di ruolo portiere.

## Caratteristiche tecniche
Fu uno dei primi portieri a utilizzare per il rilancio la tecnica a contro-balzo; pur essendo alto solo 1,78 metri, aveva gambe molto esplosive che gli consentivano notevoli balzi e gli diedero la fama di para rigori.

## Carriera

### Club
Cresciuto nel Béziers, squadra della sua città natale, fu schierato in porta per la prima volta a 16 anni e solo perché il portiere titolare fu arrestato e in squadra non c'era una riserva. In seguito passò al Tolosa, con cui esordì in massima serie. Nel 1947 viene venduto al Racing Club di Parigi per 1,5 milioni di franchi. Con il club parigino giocò per sette stagioni, vincendo la Coppa di Francia 1948-1949 e perdendo la finale nella stagione successiva. Con il suo club, subì la retrocessione nella stagione 1952-1953, ma l'anno seguente ottenne la promozione immediata in massima serie (la seconda della carriera di Vignal).
A causa di una frattura al braccio occorsogli per uno scontro di gioco con Kazimir Hnatow viene quasi costretto ad abbandonare l'attività agonistica a soli 28 anni a seguito di una frattura al braccio. In realtà, dopo una lunga causa con il club parigino, dopo quattro anni di inattività, tornò a giocare nella sua città natale, anche solo per pochi incontri.

### Nazionale
Esordì con la nazionale francese il 23 aprile 1949, nell'amichevole persa contro i Paesi Bassi. Al suo secondo incontro divenne celebre grazie al rigore parato a George Young nell'amichevole contro la Scozia, per altro persa 2-0i. Fu anche tra i protagonisti dello storico pareggio ottenuto dalla Francia contro l'Inghilterra il 3 ottobre 1951.
In seguito rimase stabilmente titolare fra i pali della nazionale francese anche quando disputava la seconda serie.
Non disputò il Campionato mondiale di calcio 1954 a causa della brutta frattura avuta in campionato.

## Statistiche

### Presenze e reti nei club
| Stagione        | Squadra         | Campionato      | Campionato | Campionato | Coppe nazionali | Coppe nazionali | Coppe nazionali | Totale | Totale |
| Stagione        | Squadra         | Comp.           | Pres.      | Reti       | Comp.           | Pres.           | Reti            | Pres.  | Reti   |
| --------------- | --------------- | --------------- | ---------- | ---------- | --------------- | --------------- | --------------- | ------ | ------ |
| 1944-1945       | Tolosa          | -               | -          | -          | CF              | 4               | -?              | 4      | -?     |
| 1945-1946       | Tolosa          | D2              | 24         | -?         | CF              | 4               | -?              | 28     | -?     |
| 1946-1947       | Tolosa          | D1              | 29         | -?         | CF              | 2               | -?              | 31     | -?     |
| Totale Tolosa   | Totale Tolosa   | Totale Tolosa   | 53         | -?         |                 | 10              | -?              | 63     | -?     |
| 1947-1948       | RC France       | D1              | 24         | -?         | CF              | 4               | -?              | 28     | -?     |
| 1948-1949       | RC France       | D1              | 31         | -?         | CF              | 7               | -?              | 38     | -?     |
| 1949-1950       | RC France       | D1              | 29         | -?         | CF              | 5               | -?              | 34     | -?     |
| 1950-1951       | RC France       | D1              | 20         | -?         | CF              | 2               | -?              | 22     | -?     |
| 1951-1952       | RC France       | D1              | 33         | -?         | CF              | 3               | -?              | 36     | -?     |
| 1952-1953       | RC France       | D1              | 10         | -?         | CF              | 1+1             | -?              | 12     | -?     |
| 1953-1954       | RC France       | D2              | 26+1       | -?         | CF              | 3               | -?              | 30     | -?     |
| RC Parigi       | RC Parigi       | RC Parigi       | 174        | -?         |                 | 25              | -?              | 199    | -?     |
| 1958-1959       | Béziers         | D2              | 14         | -?         | CF              | 1+2             | -?              | 17     | -?     |
| Totale carriera | Totale carriera | Totale carriera | 241        | -?         |                 | 38              | -?              | 279    | -?     |

### Cronologia presenze e reti in nazionale
| Cronologia completa delle presenze e delle reti in nazionale ― Francia | Cronologia completa delle presenze e delle reti in nazionale ― Francia | Cronologia completa delle presenze e delle reti in nazionale ― Francia | Cronologia completa delle presenze e delle reti in nazionale ― Francia | Cronologia completa delle presenze e delle reti in nazionale ― Francia | Cronologia completa delle presenze e delle reti in nazionale ― Francia | Cronologia completa delle presenze e delle reti in nazionale ― Francia | Cronologia completa delle presenze e delle reti in nazionale ― Francia |
| Data                                                                   | Città                                                                  | In casa                                                                | Risultato                                                              | Ospiti                                                                 | Competizione                                                           | Reti                                                                   | Note                                                                   |
| ---------------------------------------------------------------------- | ---------------------------------------------------------------------- | ---------------------------------------------------------------------- | ---------------------------------------------------------------------- | ---------------------------------------------------------------------- | ---------------------------------------------------------------------- | ---------------------------------------------------------------------- | ---------------------------------------------------------------------- |
| 23-4-1949                                                              | Rotterdam                                                              | Paesi Bassi                                                            | 4 – 1                                                                  | Francia                                                                | Amichevole                                                             | -4                                                                     |                                                                        |
| 27-4-1949                                                              | Glasgow                                                                | Scozia                                                                 | 2 – 0                                                                  | Francia                                                                | Amichevole                                                             | -2                                                                     |                                                                        |
| 22-5-1949                                                              | Colombes                                                               | Francia                                                                | 1 – 3                                                                  | Inghilterra                                                            | Amichevole                                                             | -3                                                                     |                                                                        |
| 4-6-1949                                                               | Colombes                                                               | Francia                                                                | 4 – 2                                                                  | Svizzera                                                               | Amichevole                                                             | -2                                                                     |                                                                        |
| 19-6-1949                                                              | Colombes                                                               | Francia                                                                | 1 – 5                                                                  | Spagna                                                                 | Amichevole                                                             | -5                                                                     |                                                                        |
| 16-12-1950                                                             | Colombes                                                               | Francia                                                                | 5 – 2                                                                  | Paesi Bassi                                                            | Amichevole                                                             | -2                                                                     |                                                                        |
| 3-10-1951                                                              | Londra                                                                 | Inghilterra                                                            | 2 – 2                                                                  | Francia                                                                | Amichevole                                                             | -2                                                                     |                                                                        |
| 14-10-1951                                                             | Ginevra                                                                | Svizzera                                                               | 1 – 2                                                                  | Francia                                                                | Amichevole                                                             | -1                                                                     |                                                                        |
| 1-11-1951                                                              | Colombes                                                               | Francia                                                                | 2 – 2                                                                  | Austria                                                                | Amichevole                                                             | -2                                                                     |                                                                        |
| 26-3-1952                                                              | Parigi                                                                 | Francia                                                                | 0 – 1                                                                  | Svezia                                                                 | Amichevole                                                             | -1                                                                     |                                                                        |
| 20-4-1952                                                              | Colombes                                                               | Francia                                                                | 3 – 0                                                                  | Portogallo                                                             | Amichevole                                                             | -                                                                      |                                                                        |
| 22-5-1952                                                              | Bruxelles                                                              | Belgio                                                                 | 1 – 2                                                                  | Francia                                                                | Amichevole                                                             | -1                                                                     |                                                                        |
| 20-9-1953                                                              | Lussemburgo                                                            | Lussemburgo                                                            | 1 – 6                                                                  | Francia                                                                | Qual. Mondiali 1954                                                    | -1                                                                     | 8’                                                                     |
| 4-10-1953                                                              | Dublino                                                                | Irlanda                                                                | 3 – 5                                                                  | Francia                                                                | Qual. Mondiali 1954                                                    | -3                                                                     |                                                                        |
| 18-10-1953                                                             | Zagabria                                                               | Jugoslavia                                                             | 3 – 1                                                                  | Francia                                                                | Amichevole                                                             | -1]                                                                    |                                                                        |
| 11-11-1953                                                             | Colombes                                                               | Francia                                                                | 2 – 4                                                                  | Svizzera                                                               | Amichevole                                                             | -2                                                                     | 22’                                                                    |
| 11-4-1954                                                              | Colombes                                                               | Francia                                                                | 1 – 3                                                                  | Italia                                                                 | Amichevole                                                             | -3                                                                     |                                                                        |
| Totale                                                                 |                                                                        | Presenze                                                               | 17                                                                     |                                                                        | Reti                                                                   | -38                                                                    |                                                                        |

## Palmarès

### Club

#### Competizioni nazionali
- Coppa di Francia: 1

RC Parigi: 1948-1949